# NGC 4976
NGC 4976 is een elliptisch sterrenstelsel in het sterrenbeeld Centaur. Het hemelobject werd op 31 maart 1835 ontdekt door de Britse astronoom John Herschel.

## Synoniemen
- ESO 219-29
- PGC 45562